# Cathédrale de la Sainte-Famille de Tulsa
Cette  cathédrale n’est pas la seule cathédrale de la Sainte-Famille.
La cathédrale de la Sainte-Famille (en anglais : Holy Family Cathedral) est la cathédrale du diocèse de Tulsa aux États-Unis. Dédiée à la Sainte Famille, elle se trouve à Tulsa dans l'Oklahoma. Elle est de style néogothique et inscrite depuis le 11 février 1982 au Registre national des lieux historiques, sous le numéro 82003704.

## Histoire
Dans les années 1890, l'abbé William Ketchman, curé de Muskogee qui est dans un territoire indien, vient rendre visite de temps à autre aux quelques familles catholiques pour célébrer la messe dans des maisons privées. Le vicaire apostolique de l'Oklahoma, Mgr Meerschaert (Belge de naissance), obtient la permission du chef de la tribu indienne de construire une église, mais elle n'est construite que bien plus tard.
À partir de novembre 1897, l'abbé Charles Van Hulse célèbre la messe une fois par mois à Tulsa, qui est aussi en territoire indien. Elle est célébrée dans une maison privée. En 1899, une souscription est lancée pour édifier une église. Elle atteint 1 400 dollars. La modeste église commence à être construite en mai et elle est dédiée le 10 septembre 1899.
L'abbé Theophilius Van Hulse succède à son frère Charles en novembre 1900 et demeure à Tulsa jusqu'en 1906, lorsque l'abbé John G. Heiring lui succède ; ce dernier agrandit l'église et fait construire des dépendances, ainsi que le presbytère et l'école. Cette école est la première école catholique de Tulsa.
Elle s'appelle église Sainte-Thérèse au début accueillant surtout des enfants indiens ; à partir de 1910, elle accueille des enfants catholiques de toute origine et est renommée école de la Sainte-Famille (Holy Family School). Après le départ des trois premières bonnes sœurs, l'école est tenue à partir de 1902 par des sœurs issues des Sœurs de la Divine Providence de Saint-Jean-de-Bassel, organisées en branche autonome depuis 1886 à San Antonio. 
Devant l'arrivée massive des immigrés venus d'Europe dans la région, l'église devient trop petite pour les nouveaux arrivants catholiques. L'abbé Heiring décide d'un nouvel emplacement pour construire une église plus grande, à l'angle de l'avenue Boulder et de la huitième rue, à son emplacement actuel. Elle est construite en deux ans et prête en 1914, la première messe étant célébrée le 1er avril 1914. C'est alors l'édifice le plus élevé de Tulsa, jusqu'à la construction de l'hôtel Mayo en 1923. Le nouveau presbytère date de 1919.
L'édifice est encore agrandi et remanié en 1927.
En 1973, l'église devient la cathédrale et l'église-mère du nouveau diocèse de Tulsa, érigé le 13 décembre 1972.